# Wals-Siezenheim
Wals-Siezenheim est une ville autrichienne, située sur un plateau, dans le Land de Salzbourg. Le Château de Klessheim est situé sur le territoire de la commune.

## Sport
- Stade Wals-Siezenheim, complexe sportif construit à l'occasion de l'Euro 2008.
- Red Bull Salzbourg, club de football.